# Roustam Khamdamov
Roustam Khamdamov, (en russe : Хамдамов, Рустам Усманович), est un réalisateur soviétique puis russe d'origine ouzbèke, né le 24 mars 1944 à Tachkent en URSS. Il fait les études dans la classe de Grigori Tchoukhraï à l'Institut national de la cinématographie et en sort diplômé en 1969. Khamdamov s'est également distingué comme concepteur de costumes de spectacle et scénographe. C'est un graphiste et peintre à succès dont les œuvres se trouvent à la Galerie Tretiakov, au musée de l’Ermitage et dans les collections privées. Son court-métrage Les Diamants est présenté à la 67e Mostra de Venise[réf. nécessaire].
Khamdamov est professeur à l'École du nouveau cinéma de Moscou créée en 2012.

## Filmographie
- 1967 : Mon cœur est dans les montagnes (В горах мое сердце, V gorakh moyo serdtse) (moyen-métrage)
- 1972 : Joies inattendues (Нечаянные радости, Nechayannye radosti)
- 1991 : Anna Karamazoff
- 2005 : Parallèles vocales (Вокальные параллели, Vokaldy paralelder)
- 2010 : Les Diamants (Бриллианты, Brillianty, 26 min)
- 2017 : Le Sac sans fond (ru) (Мешок без дна, Mechok bez dna)